# Simon Walton
Simon Walton (Leeds, 13 settembre 1987) è un ex calciatore inglese, di ruolo centrocampista difensivo.